# Ringled runt Belgrad

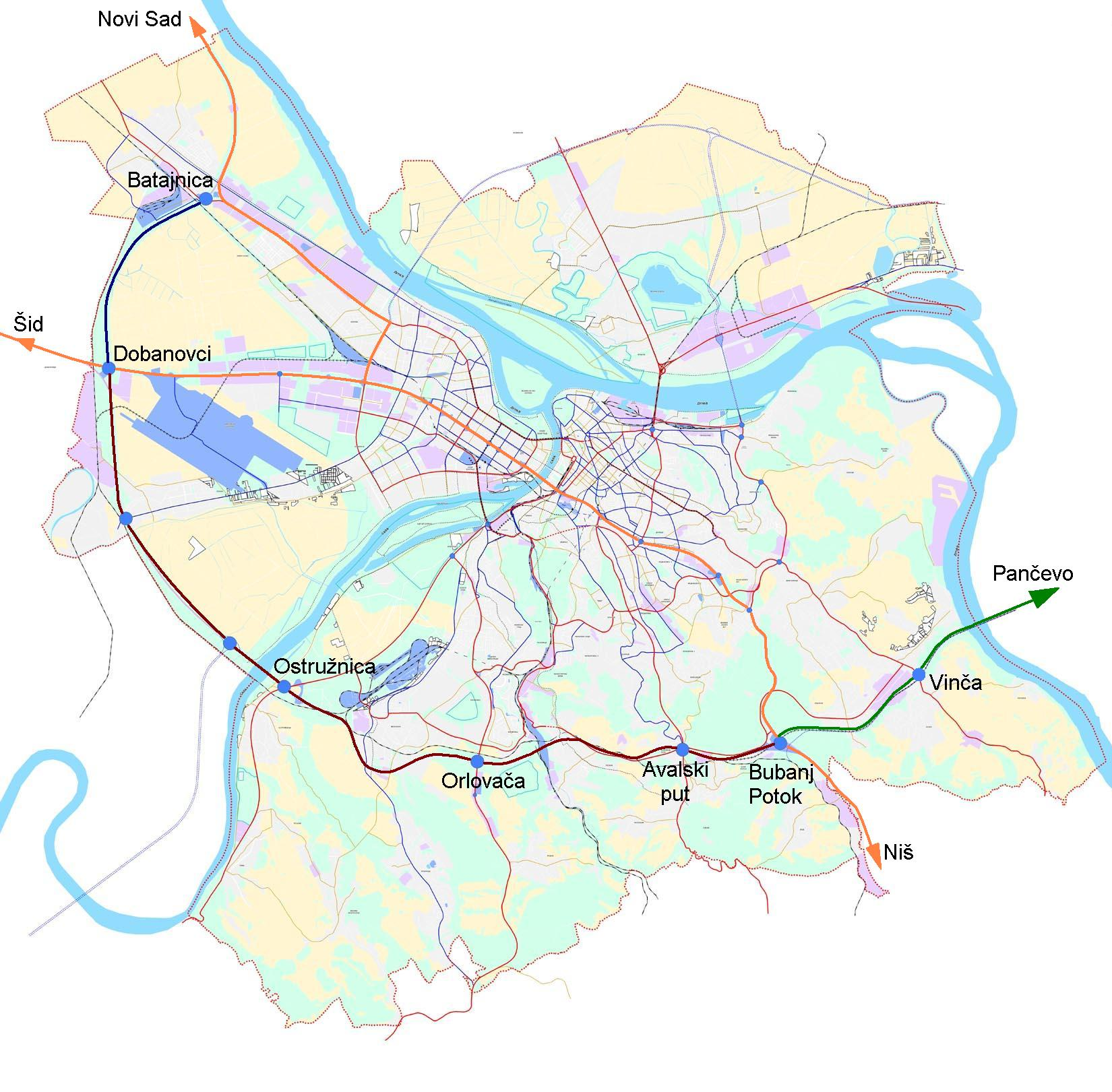
Plan för ringleden:
Existerande motorvägar
Sektion A, Batajnica-Dobanovci
Sektion B, Dobanovci-Bubanj Potok
Sektion C, Bubanj Potok-Pančevo

Ringleden runt Belgrad är en ringled i form av en motorväg runt Belgrad i Serbien. Ringleden går i en halvcirkel runt Belgrad. Planer finns dock på att bygga den vidare så att det blir en helcirkel runt staden. Den västligaste delen som påbörjades först är färdig och öppnad för trafik. Ringleden planerades redan i slutet på 1980-talet och påbörjades småskaligt i början av 1990-talet, men byggandet stod i praktiken stilla under hela 1990-talet då landet hade dålig ekonomi på grund av krigen på Balkan. När Slobodan Milošević tvingades avgå som president förbättrades landets ekonomi avsevärt och satsningar på stora byggprojekt kunde åter drivas igenom. Detta innebar bland annat att arbetet med denna ringled kunde återupptas.